# Ácido acetilsalicílico
O ácido acetilsalicílico ou AAS (C9H8O4), conhecido popularmente como aspirina, nome de uma marca que se tornou de uso comum, é um fármaco da família dos salicilatos. É utilizado como medicamento para tratar a dor (analgésico), a febre (antipirético) e a inflamação (anti-inflamatório), devido ao seu efeito inibidor, não selectivo, da ciclo-oxigenase.
É também utilizado para tratar inflamações específicas tais como a síndrome de Kawasaki, a pericardite ou a febre reumática. Se administrada a aspirina pouco depois dum ataque cardíaco, o risco de morte diminui e seu uso a longo prazo ajuda a prevenir ataques cardíacos, acidentes vasculares cerebrais e coágulos sanguíneos em pessoas suscetíveis. Pode diminuir o risco de padecer de certos tipos de cancro, especialmente do cancro colorrectal. No tratamento de dor ou febre, os efeitos começam a fazer-se sentir cerca de trinta minutos depois. O ácido acetilsalicílico é o anti-inflamatório não esteroide (AINE) por excelência e funciona de forma idêntica a outros AINE, ainda que bloqueie o normal funcionamento das plaquetas (antiagregante plaquetar).
Entre os efeitos secundários mais comuns estão a dispepsia e os efeitos secundários mais importantes a úlcera péptica, a perfuração do estômago e o agravamento da asma. O risco de hemorragia aumenta em pessoas mais velhas, consumidores de álcool, doutros anti-inflamatórios não esteroides ou de anticoagulantes. A aspirina não se recomenda em mulheres que se encontrem na última fase da gestação. No geral, também não é recomendada a crianças com infecções, devido ao risco de sofrer a síndrome de Reye, e em doses elevadas pode provocar tinidos (zumbido nos ouvidos).
O ácido salicílico, presente nas folhas do salgueiro (Salix), tem sido utilizado pela humanidade há pelo menos 2400 anos. O ácido acetilsalicílico foi sintetizado pela primeira vez pelo químico francês Charles Frédéric Gerhardt em 1853, ao combinar o salicilato de sódio com cloreto de acetila. Na segunda metade do século XIX outros químicos descreveram a sua estrutura química e criaram métodos mais eficientes para sua síntese.:69–75 Em 1897, os cientistas da Bayer começaram a estudar a aspirina como um possível substituto menos irritante que os medicamentos de salicilato comuns.:69–75 No entanto, antes de 1899, a Bayer conferiu ao fármaco o nome Aspirina e passou a comercializar a marca em todo mundo, os direitos da empresa sobre a marca perderam-se ou foram vendidos em muitos países. A sua popularidade cresceu durante a primeira metade do século XX, o que conduziu a uma forte concorrência entre diferentes marcas e produtos cujo princípio activo era o ácido acetilsalicílico.
A aspirina é um dos medicamentos mais utilizados no mundo, com um consumo estimado em 40 000 toneladas anuais, o que representa entre 50 000 e 120 000 milhões de pastilhas. Consta na Lista de Medicamentos Essenciais da Organização Mundial de Saúde, onde se classificam os medicamentos essenciais que todo o sistema de saúde deve ter. A aspirina também está disponível como medicamento genérico e o custo por grosso nos países desenvolvidos em 2014 estava entre os 0,002 e 0,025 dólares (USD) por dose. No caso dos Estados Unidos, em 2015 um mês de medicação acarretava um custo em media inferior a 25 dólares (USD).

## Descoberta
No século V a.C., Hipócrates, médico grego e pai da medicina científica, escreveu que o pó ácido da casca do salgueiro ou chorão (que contém salicilatos mas é potencialmente tóxico) aliviava dores e diminuía a febre. Esse remédio também é mencionado em textos das civilizações antigas do Médio Oriente, Suméria, Egito e Assíria. Os nativos americanos usavam-no também para dores de cabeça, febre, reumatismo e tremores. O reverendo Edmund Stone, de Chipping Norton no condado de Oxford, Reino Unido, redescobriu em 1763 as propriedades antipiréticas da casca do Salgueiro e as descreveu de forma científica.
O princípio activo da casca, a salicina (do nome latino do salgueiro Salix alba) foi isolado na sua forma cristalina em 1828 pelo químico alemão Johan Buchner e em 1829 pelo farmacêutico francês Henri Leroux, que obteve uma quantidade maior. Em 1838, o químico italiano Raffaele Piria descreveu a descoberta de uma substância nova, o Ácido salicílico, através da hidrólise da salicina, em Glicose e Álcool salicílico, seguida da oxidação deste.
Em 1897 o laboratório farmacêutico alemão Bayer conjugou quimicamente o ácido salicílico com acetato, criando o ácido acetilsalicílico (Aspirina), que descobriram ser menos tóxico. O ácido acetilsalicílico foi o primeiro fármaco a ser sintetizado na história da farmácia e não recolhido na sua forma final da natureza. Foi a primeira criação da indústria farmacêutica. Foi também o primeiro fármaco vendido em tabletes.
E em julho de 1899 a Bayer começou a comercializar a aspirina, obtendo sucesso imediato.

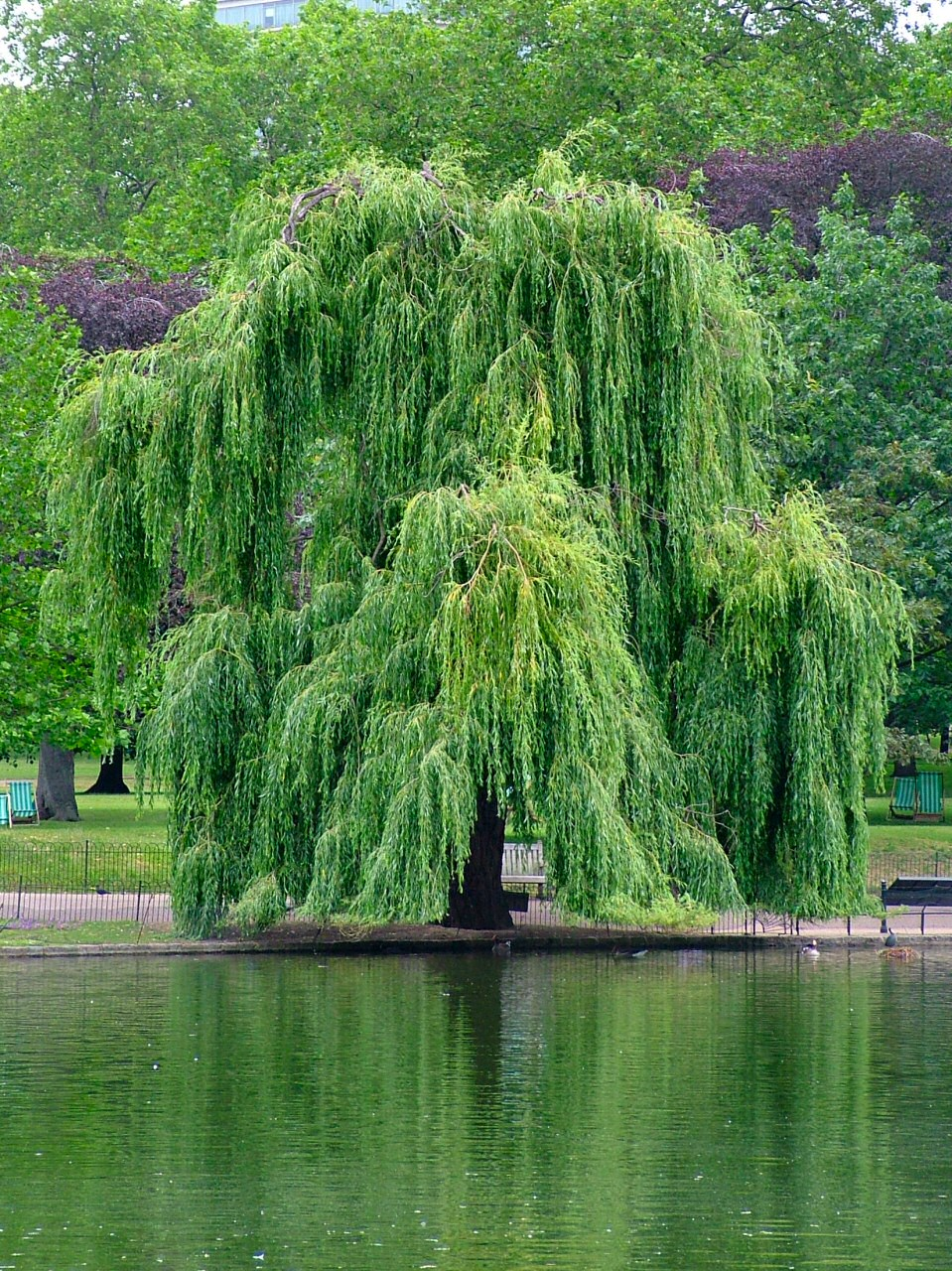
Salgueiro ou Chorão

Persistem dúvidas se foi Felix Hoffmann (como afirma a Bayer) ou Arthur Eichengrün (de acordo com vários peritos) quem inventou o método que criou o ácido acetilsalicílico.
A Bayer perdeu a marca registada Aspirina em muitos países após a Primeira Guerra Mundial, como reparação de guerra aos países aliados.
John Vane, do Royal College of Surgeons, demonstrou pela primeira vez o mecanismo de ação do ácido acetilsalicílico, em Londres, 1971. Ele viria a receber o Prêmio Nobel da Medicina e Fisiologia pela sua descoberta em 1982.

## Síntese do ácido acetilsalicílico
O processo de síntese consiste em tratar o ácido salicílico com anidrido acético, em presença de um pouco de ácido sulfúrico, que atua como catalisador. Técnicas como filtração a vácuo e recristalização podem ser empregadas.
No procedimento em escala laboratorial, percola-se, num erlenmeyer de 125 ml, 2,5 g de ácido salicílico, 6 ml de anidrido acético e algumas gotas de ácido sulfúrico concentrado. Agita-se e aquece-se a mistura em banho-maria durante 10 minutos. Resfria-se e adicionam-se 10 a 15 ml de água destilada gelada para decompor o excesso de anidrido acético. Resfria-se até que a cristalização esteja completa. Filtra-se em funil de Büchner lavando com pequena quantidade de água destilada gelada.
Purifica-se o ácido acetilsalicílico por recristalização. Dissolve-se o produto em 10 ml de etanol num béquer de 100 ml e aquece-se em banho-maria. Adicionam-se 25 ml de água aquecida. Se houver precipitação, dissolve-se por aquecimento sob refluxo, banho-maria. Cobre-se o recipiente e deixa-se em repouso para resfriar. Separam-se os cristais obtidos por filtração.
Secam-se e pesam-se o cristais. Depois determina-se o ponto de fusão do ácido acetilsalicílico e compara-se ao valor tabelado.

Síntese do ácido acetilsalicílico

## Mecanismo de ação

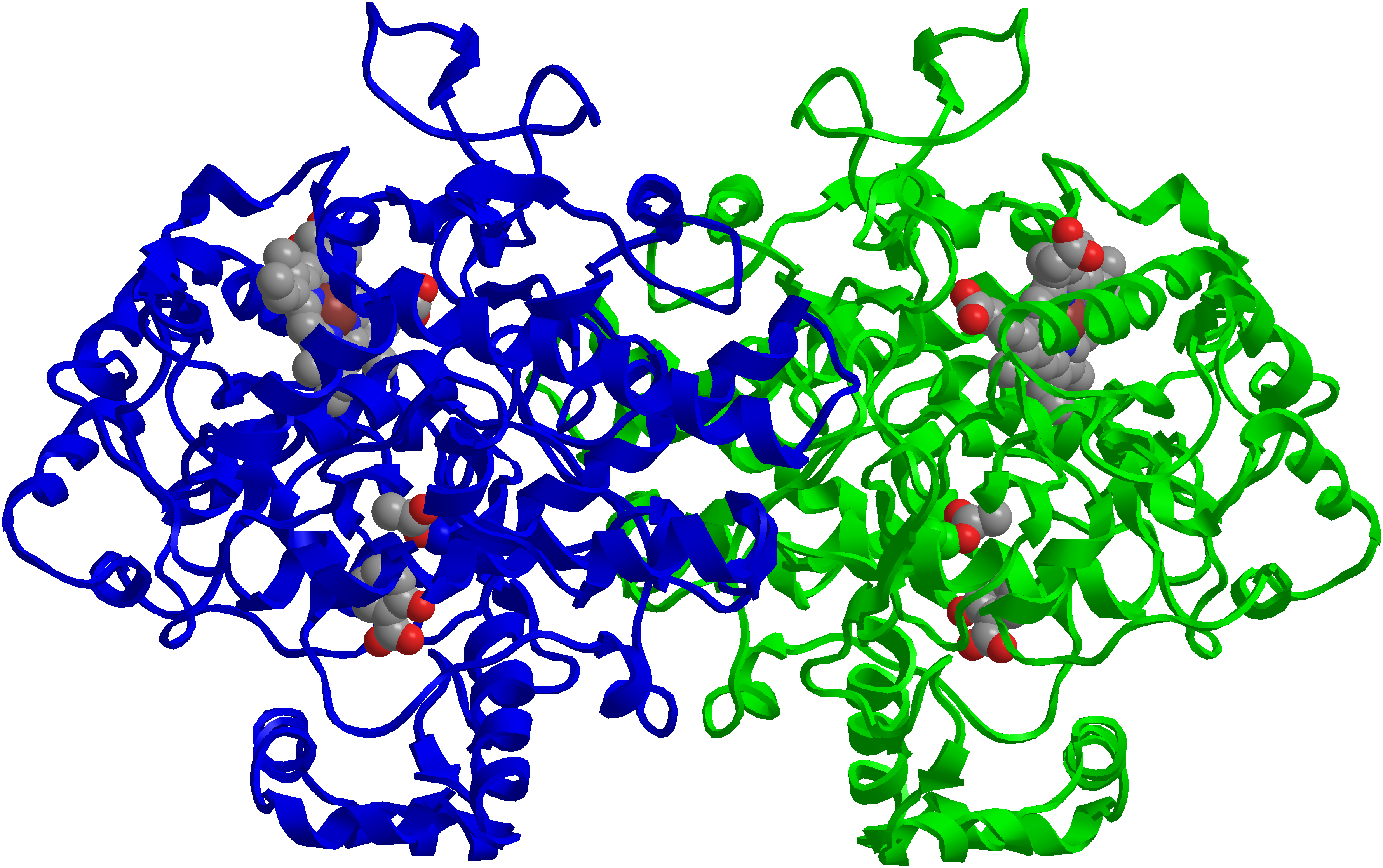
Estrutura da COX-2 inativada pelo ácido acetilsalicílico.

O ácido acetilsalicílico é um inibidor inespecífico da enzima ciclooxigenase (COX) e, apesar de possuir ações parecidas os AINEs, distingue-se destes, pois o AAS acetila irreversivelmente essas enzimas. As COX são enzimas fulcrais da cascata do ácido araquidónico, pela qual este ácido araquidônico, um lipídio presente nas membranas das células, é transformado em mediadores prostanoides. Há dois tipos, a COX-1, presente em quase todos os tecidos; e a COX-2 induzida localmente por citocinas produzidas por leucócitos em resposta a danos ou invasão microbiana. A COX-2 tem papel importante na geração da inflamação. Ela produz os mediadores prostanóides pró-inflamatórios, como algumas prostaglandinas e leucotrienos. A inibição dessas enzimas pelo ácido acetilsalicílico constitui o mecanismo principal dos seus efeitos. A inibição da COX-1 é a responsável por muitos efeitos indesejados.
A redução da febre ou efeito antipirético é causada pela inibição da formação de prostaglandina E2 pelas COX. Esta prostaglandina é um mediador importante para a activação do centro nervoso (no hipotálamo), regulador da temperatura corporal. Altos níveis de prostaglandina E2 em estados inflamatórios (como infecções) elevam a temperatura. Além disso, a inibição da resposta inflamatória diminui a quantidade de citocinas produzidas pelos leucócitos, algumas das quais, como a IL-1 actuam no centro nervoso da temperatura, produzindo febre. A ação central pode envolver a inibição da síntese de prostaglandinas no hipotálamo; contudo, há alguma evidência de que as febres causadas por pirogénios endógenos que não agem através do mecanismo das prostaglandinas podem também responder à terapia com salicilatos.
O efeito analgésico é devido à inibição da produção local de prostaglandinas quando da inflamação. Estas prostaglandinas, se forem produzidas, sensibilizarão as terminações nervosas locais da dor, que serão iniciadas por outros mediadores inflamatórios como a bradicinina. O paracetamol actua de modo semelhante ao ácido acetilsalicílico enquanto analgésico periférico, e é preferível para esta função, se outros efeitos não são desejados. O paracetamol não é anti-inflamatório, nem antiplaquetar.
Os efeitos anti-inflamatórios também são largamente dependentes da inibição da produção de prostanoides, já que estes mediadores são importantes em quase todos os fenômenos associados à inflamação, como vasodilatação, dor e atração de mais leucócitos ao local. Além disso, os salicilatos são eficazes em neutralizar os radicais livres, moléculas produzidas na inflamação e altamente nocivas para os tecidos.
As plaquetas sanguíneas são activadas e se agregam em resposta à libertação de tromboxano A2, presente em seus grânulos. O ácido acetilsalicílico é particularmente eficaz em inibir a produção de tromboxano A2, resultando na diminuição da tendência de agregação plaquetar. Esse é o primeiro passo na formação de trombos arteriais; logo, o ácido acetilsalicílico diminui esses eventos. O efeito antiagregante plaquetário do ácido acetilsalicílico está relacionado com a capacidade de o composto agir como um dador de acetil à membrana da plaqueta. O ácido acetilsalicílico afecta a função das plaquetas inibindo a COX e impedindo desse modo a formação do tromboxano A2 (agente agregante). Esta ação é irreversível e os efeitos persistem durante a vida das plaquetas expostas. O ácido acetilsalicílico pode também inibir a formação de prostaciclinas (prostaglandina I2), que são inibidores da agregação plaquetária nos vasos sanguíneos — esta ação, no entanto, é reversível. Estas ações podem ser dose-dependentes; contudo, há evidências de que doses inferiores a 100 mg por dia podem não inibir a síntese de prostaciclinas.
O efeito antirreumático é semelhante ao mecanismo analgésico e anti-inflamatório; os efeitos terapêuticos não se devem à estimulação do eixo pituitária-adrenal.
O principal efeito adverso do ácido acetilsalicílico deve-se à inibição da COX-1 no estômago. Os prostanoides são importantes mediadores na proteção da mucosa contra o ácido e enzimas presentes no suco gástrico. Eles aumentam a produção de muco.
Os comprimidos efervescentes são uma forma farmacêutica oral especializada que contém aspirina e uma base efervescente — tipicamente uma combinação de ácido cítrico, ácido tartárico e bicarbonato de sódio. Quando dissolvidos em água, esses comprimidos produzem uma reação efervescente que dispersa rapidamente o medicamento pela solução 

### Farmacocinética

#### Absorção
- A absorção é geralmente rápida e completa após administração oral mas pode variar de acordo com o salicilato usado, a dosagem e outros factores, tais como a taxa da dissolução do comprimido e o pH gástrico ou intraluminal. O ácido acetilsalicílico é absorvido em parte pelo estômago, e na sua maioria pelos segmentos proximais do intestino delgado.
- Os alimentos diminuem a taxa, mas não a extensão da absorção.
- A absorção das formulações gastrorresistentes é normalmente atrasada.
- A absorção dos comprimidos mastigáveis de ácido acetilsalicílico é incompleta em comparação à absorção dos comprimidos orais.
- Após a administração rectal, a absorção será atrasada e incompleta em comparação com a absorção após a administração oral de doses iguais.
- A absorção de ácido acetilsalicílico é defeituosa durante o estágio febril adiantado da doença de Kawasaki, posteriormente aumenta para o normal no estágio de convalescença..

#### Distribuição
Tanto o ácido acetilsalicílico como o ácido salicílico ligam-se amplamente às proteínas plasmáticas e são rapidamente distribuídos a todas as partes do organismo. O salicilato é distribuído para a maioria dos tecidos do corpo e para quase todos os líquidos transcelulares; atravessa facilmente a barreira placentária. O volume de distribuição das doses habituais de ácido acetilsalicílico em indivíduos normais é em média cerca de 170 ml/kg de peso corporal.
O ácido acetilsalicílico é, basicamente, absorvido como tal, mas parte dele atinge a circulação sistémica sob a forma de ácido salicílico em virtude da hidrólise pelas esterases da mucosa gastrointestinal e do fígado.
Nas concentrações encontradas na prática clínica, 80–90% dos salicilatos ligam-se às proteínas plasmáticas, principalmente à albumina. A ligação dos salicilatos à albumina vai diminuindo à medida que a concentração de salicilato plasmática aumenta, com a redução da concentração de albumina no plasma ou disfunção renal, e durante a gravidez.
No leite materno: concentrações máximas de salicilato de 173-483 mcg/mL foram medidas 5-8h após a ingestão materna de uma dose única de 650 mg.

#### Biotransformação
Os salicilatos são mormente hidrolisados a salicilato no tracto gastrointestinal, no fígado e no sangue, e posteriormente metabolizados no fígado.
O ácido acetilsalicílico sofre metabolização por esterases da mucosa digestiva que o hidrolisam a ácido salicílico e por estearases hepáticas que dão origem a vários metabólitos inactivos.
 Metabolismo digestivo e plasmático: rápida desacetilação originando ácido acético + ácido salicílico
Metabolismo hepático:
- reações de fase I: oxidação pelo cit.P-450 originando ácidos hidroxibenzoicos
- reações de fase II: conjugação com glicina originando o ácido salicilúrico e conjugação com ácido glucurónico originando salicilacil-glucurónico e salicilfenil-glucurónico

O tempo de semivida do ácido acetilsalicílico é de 15 a 20 minutos; sendo rapidamente hidrolisado a ácido salicílico. No leite materno (como salicilato) o tempo de semivida é aproximadamente 3,8–12,5h (média de 7,1h) após uma dose única 650 mg de ácido acetilsalicílico. A molécula de ácido salicílico, dependendo da dose e pH urinário, tem um tempo de semivida de aproximadamente 2-3h com doses baixas ou únicas, e 20h ou mais com doses muito elevadas; com doses repetidas usadas como antirreumáticas, pode variar de 5-18h.

#### Eliminação
A cinética da eliminação do ácido salicílico depende da dose, uma vez que o metabolismo é limitado pela capacidade das enzimas hepáticas. É uma cinética de 1.ª ordem.
Quando, no organismo, estão presentes doses terapêuticas, o ácido salicílico é metabolizado no fígado e eliminado em 2-3h. A eliminação é essencialmente renal (90%), principalmente como ácido salicílico livre e metabólitos conjugados:
- 75% na forma de ácido salicilúrico;
- 15% na forma de glucurónicos;
- 10% na forma de ácido salicílico.

A excreção de salicilato livre é extremamente variável e depende da dose e do pH urinário. Na urina alcalina, mais de 30% do fármaco ingerido pode ser eliminado como salicilato livre, enquanto que na urina ácida essa porcentagem pode ser de apenas 2%.

## Administração
Via oral, comprimidos a cada 4, 6 ou 8 horas. Algumas formas mais caras são encapsuladas para prevenir efeitos adversos sobre a mucosa do estômago.
Dosagens que são comumente utilizadas:
- 50 a 325 mg via oral para a prevenção de trombose e doenças cardíacas (dose diária)
- 500 mg via oral para tratamento da dor (a cada 4 horas)
- 1 000 mg via oral para tratamento da dor e da inflamação (a cada 4, 6 ou 8 horas)

É rapidamente absorvida e parcialmente hidrolizada no corpo humano em salicilato (funções semelhantes) e acetato. A sua acção máxima ocorre 1-2 horas após a administração.

## Indicações

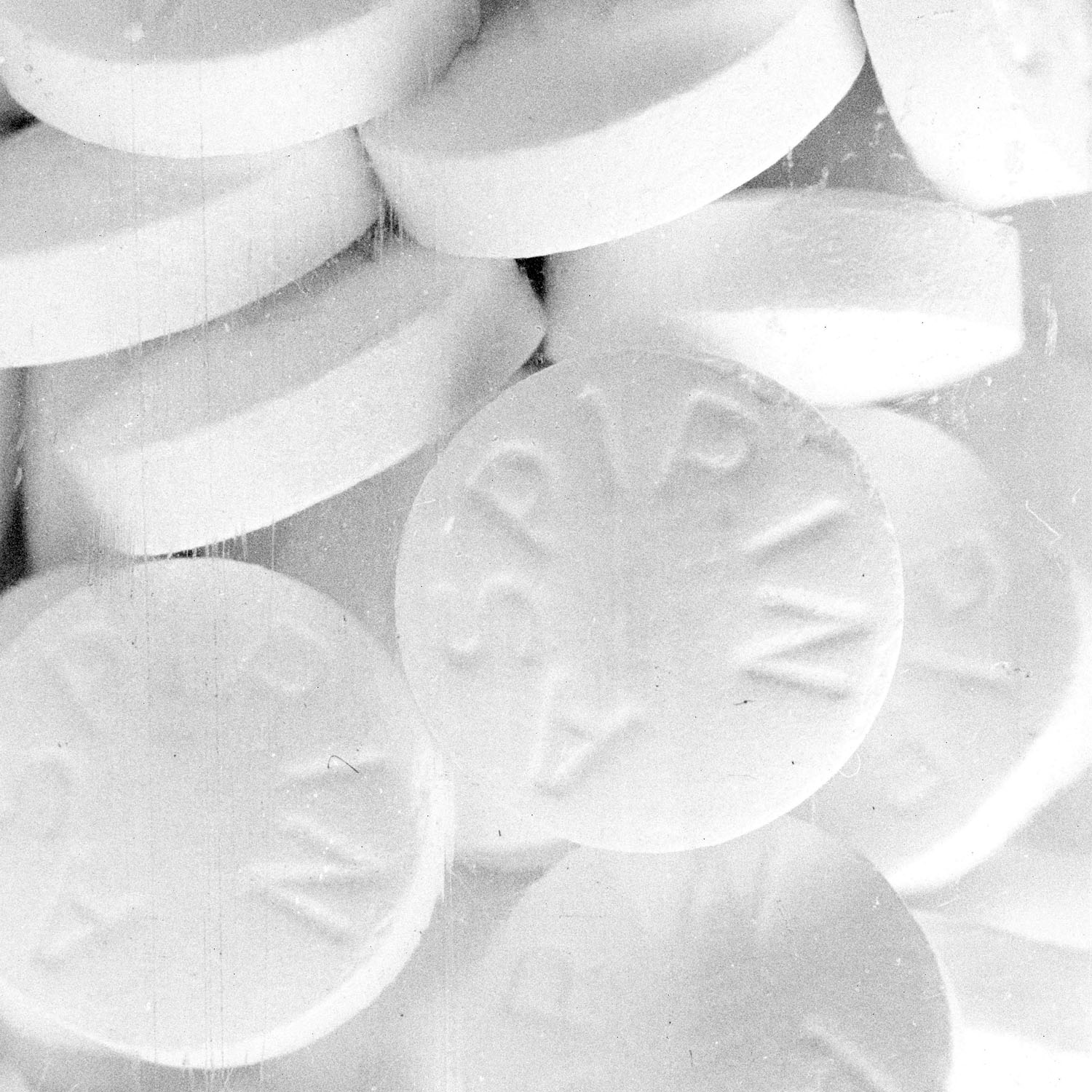
Aspirina: nome comercial mais popular do ácido acetilsalicílico

São consideradas indicações do uso de ácido acetilsalicílico:
- Síndrome coronariana aguda
- Infarto agudo do miocárdio com elevação de segmento ST ou não-Q
- Prevenção do tromboembolismo cerebral ou de ataques isquêmicos transitórios
- Trombose cerebral
- Dismenorreia
- Febre (contraindicada em crianças, especialmente em quadros virais, pelo risco de Síndrome de Reye)
- Dor de cabeça
- Prevenção primária ou secundária do infarto miocárdico, incluindo prevenção pós angioplastia
- Osteoartrite
- Dor
- Outras indicações de inibição da agregação plaquetária
- Tratamento da artrite reumatoide, artrite juvenil, osteoartrite ou artrose
- Febre reumática
- Tratamento da doença de Kawasaki
- Aterosclerose
- Profilaxia da demência multi-infarto
- Tratamento da diabetes

## Contraindicações e precauções
Exceto em circunstâncias especiais, esta medicação não deve ser usada quando os seguintes problemas médicos existem:
- É totalmente contra-indicado em casos de suspeita de dengue pois pode levar ao quadro de hemorragia fatal.
- Úlcera péptica activa;
- Estados hemorrágicos;
- Hemofilia ou outros problemas com hemorragias, incluindo perturbações na coagulação ou na função plaquetária;
- Angioedema, anafilaxia, história de qualquer outra reacção severa de sensibilidade induzida pela ácido acetilsalicílico ou outros AINEs;
- Pólipos nasais associados com asma, induzida ou exacerbada pelo ácido acetilsalicílico;
- Trombocitopenia (devido ao risco aumentado de hemorragia).
- Aspirina nunca pode ser ministrada em casos de dengue.

O risco-benefício deve ser considerado quando os seguintes problemas médicos existem:
- Anemia (pode ser exacerbada pela perda sanguínea gastrointestinal; a vasodilatação periférica induzida pelos salicilatos pode também conduzir a uma pseudoanemia);
- Circunstâncias que predispõem à retenção de fluidos, como o comprometimento da função cardíaca ou hipertensão;
- Gastrite erosiva;
- Úlcera péptica;
- Gota (pode aumentar as concentrações sanguíneas de ácido úrico e pode interferir com a eficácia dos medicamentos uricosúricos);
- Deficiências na função hepática (salicilatos são metabolizados a nível hepático; assim, os pacientes com cirrose podem ser mais susceptíveis aos efeitos adversos a nível renal; na falha hepática grave, a inibição da função das plaquetas pelo ácido acetilsalicílico pode aumentar o risco do hemorragias);
- Deficiência de vitamina K ou hipoprotrombinemia (risco aumentado de hemorragias devido à acção antiplaquetária e ao efeito hipoprotrombinemico de doses elevadas dos salicilatos);
- Deficiências na função renal (a eliminação dos salicilatos pode estar reduzida, levando a um aumento do risco de efeitos adversos renais);
- Lúpus eritomatoso (nestes pacientes existe o risco de uma filtração glomerular diminuída);
- Tirotoxicose (pode ser exacerbada por doses elevadas);
- Asma (risco aumentado de reacção de sensibilidade broncoespástica);
- Deficiência em Glucose-6-fosfato desidrogenase - G6PD (risco de causar anemia hemolítica, ainda que raramente);
- Nos imunodeprimidos (pode mascarar os sintomas de uma infecção);
- Nas crianças com menos de 12 anos e no aleitamento deve ser evitado o uso de ácido acetilsalicílico (devido ao risco de síndrome de Reye).

Nas formulações que contêm cafeína:
- Doença cardíaca severa (doses elevadas de cafeína podem aumentar o risco de taquicardia ou extra-sístole, que pode conduzir a falha cardíaca);
- História anterior de sensibilidade à cafeína.

## Efeitos adversos

### Mais frequentes
- Dor abdominal com cólicas
- Irritação gastrointestinal
- Dor precordial
- Condições hipersecretórias
- Náuseas e vômitos

### Raros
- Reações alérgicas, incluindo dermatite e anafilaxia
- Anemia por sangramento gastrointestinal crônico ou hemólise por deficiência de G6PD ou de piruvato quinase
- Angioedema
- Anorexia
- Broncoespasmo
- Hepatite tóxica
- Hemorragia gastrointestinal por gastropatia medicamentosa ou úlceras gastrointestinais
- Trombocitopenia
- Síndrome de Reye, uma doença rara, porém grave e rapidamente progressiva, caracterizada por esteatose microvesicular e encefalopatia metabólica. Pode ocorrer em crianças de qualquer idade com quadro viral (geralmente influenza ou varicela) associada ao uso de ácido acetilsalicílico. Por esse motivo, está contraindicada em crianças com quadro viral ou febre.

### Resistência ao ácido acetilsalicílico
A resistência ao ácido acetilsalicílico é a incapacidade do ácido acetilsalicílico reduzir a produção plaquetária do tromboxano A2 e desse modo, a activação e a agregação das plaquetas.
Os graus crescentes de resistência ao ácido acetilsalicílico podem correlacionar-se independentemente com o aumento do risco de eventos cardiovasculares. A resistência ao ácido acetilsalicílico pode ser detectada por testes laboratoriais de produção do tromboxano A2 das plaquetas ou da função das plaquetas, que dependem da produção plaquetária do tromboxano. As potenciais causas da resistência ao ácido acetilsalicílico incluem: dose inadequada, interacções medicamentosas, polimorfismos genéticos da COX-1 e de outros genes envolvidos na biossíntese do tromboxano, feedback positivo de fontes não plaquetárias de biossíntese do tromboxano, e aumento do turnover das plaquetas.
A resistência ao ácido acetilsalicílico pode ser superada tratando a causa ou as causas, e ser reduzida minimizando a produção e a actividade do tromboxano, ou ainda bloqueando outras vias de activação das plaquetas.

## Interacções
O ácido acetilsalicílico pode interagir com outras drogas. Alguns exemplos:
- Paracetamol
- Álcool
- AINEs
- Anticonvulsivantes fenitoína e ácido valproico
- Agentes antidiabéticos (insulina, sulfonilureias)
- Antieméticos, incluindo anti-histamínicos e fenotiazinas
- Corticosteroides ou Corticotropina (ACTH), uso terapêutico crónico (drugs, lara)
- Zidovudina
- Inibidores da enzima conversora de angiotensina (ECA)
- Furosemida
- Laxativos, contendo celulose
- Metotrexato
- Medicamentos ototóxicos, especialmente Vancomicina
- Probenecida ou Sulfinpirazona
- Niacina
- Vitamina K

Deve também ser considerada a possibilidade de efeitos aditivos ou múltiplos que conduzem a danos na formação de coágulos sanguíneos e/ou que o risco aumentado de sangramento podem ocorrer se um salicilato, especialmente ácido acetilsalicílico, for usado simultaneamente com qualquer medicamento que possua um potencial significativo para causar hipoprotrombinemia, trombocitopenia, ou ulceração ou hemorragia gastrointestinal.

## Intoxicação (Overdose)

### Vias de entrada
- Oral

A ingestão de comprimidos de ácido acetilsalicílico é a causa mais frequente de envenenamento com salicilatos; Nos neonatos e nas crianças outras causas menos comuns incluem a aplicação de geles nos dentes, transferência placentária e amamentação.
- Inalação

Concentração atmosférica máxima permitida de 5 mg/m³
- Cutânea
- Parenteral
- Outras (administração rectal)

A exposição ocupacional pode ocorrer por contacto dérmico ou inalação nos lugares onde o ácido acetilsalicílico é produzido ou usado.

### Sintomas
- Salicismo caracterizado por: zumbido (silvo na audição) e outros distúrbios auditivos; vómitos; vertigens. Revertível se a dose for reduzida.
- Hiperpneia: respiração acelerada.
- Acidose: o ácido acetilsalicílico é um ácido e altas doses podem causar alcalose seguida por acidose metabólica, com respiração muito rápida, confusão mental.
- Raramente: cardiotoxicidade e intolerância à glicose (diabetes tipo 2); hepatite, sangramento, eritemas, reacções alérgicas potencialmente graves.

### Toxicidade
- Em adultos:
  - Toxicidade suave a moderada150–300 mg/kg
  - Toxicidade severa 300–500 mg/kg
  - Potencialmente letal >500 mg/kg

- Em crianças:
  - Numa criança, a ingestão de 240 mg/kg causará envenenamento moderado a severo, mas as mortes raramente ocorrem quando menos de 480 mg/kg foram tomados. O envenenamento com salicilatos em crianças pequenas (<4 anos) é frequentemente mais sério do que em crianças, uma vez que estas desenvolvem preferencialmente uma acidose metabólica.

### Efeitos tóxicos
Os efeitos tóxicos dos salicilatos são complexos. Os efeitos seguintes parecem ser os efeitos preliminares principais em overdose por salicilatos:
- estimulação do centro respiratório
- inibição do ciclo do ácido cítrico (metabolismo dos hidratos de carbono)
- estimulação do metabolismo dos lípidos
- inibição do metabolismo dos a.a.
- desacoplar da fosforilação oxidativa

Alcalose respiratória, acidose metabólica, perda de água e electrólitos ocorrem como as consequências secundárias principais da intoxicação com salicilatos. A toxicidade do sistema nervoso central (zumbido no ouvido incluindo perda de audição, convulsões e coma), a hipoprotrombinemia e edema pulmonar não-cardiogénico podem também ocorrer, embora o mecanismo permaneça incerto.
Órgãos alvo: todos os tecidos (cujo metabolismo celular é afectado), principalmente o fígado, rins, pulmões e o VIII nervo craniano.

#### Mecanismo de ação
A atividade dos AINE como antiagregantes plaquetários e sua capacidade de prolongar o tempo de sangramento devem-se ao efeito inibidor da síntese de prostaglandinas, mediante a inativação da cicloxigenase – enzima que catalisa a síntese de prostaglandinas a partir do ácido araquidônico. Consequentemente, produz-se, nas plaquetas, e da liberação de tromboxano A2, que é um potente vasoconstritor e estimulador da agregação plaquetária.
Diferentemente de outros AINE, o ácido acetilsalicílico inibe a agregação plaquetária de forma irreversível. Por isso, a recuperação da hemostasia normal, após a interrupção do tratamento, depende da produção de novas plaquetas funcionantes (7 a 10 dias). Por outro lado, o efeito antiagregante de outros AINE é mantido somente enquanto permanecem no plasma.

#### Fármaco/Toxicodinâmica
- Náuseas e vómitos ocorrem em cerebrospinal, provavelmente no quimiorreceptor da medula.
- Hiperventilação marcada ocorre como consequência do estímulo directo do centro respiratório.

A estimulação indirecta da respiração é causada pela produção aumentada de CO2 em consequência do desacoplar da fosforilação oxidativa induzida pelos salicilatos.
A alcalose respiratória é consequência da estimulação directa e indirecta do centro respiratório. Numa tentativa de compensação, o bicarbonato, acompanhado pelo sódio, potássio e água, é excretado na urina. O que vai resultar numa desidratação e hipocalcémia mas, mais importante, a perda do bicarbonato diminui a capacidade tampão do corpo e permite o desenvolvimento de uma acidose metabólica.
- O efeito pirético de doses tóxicas de ácido acetilsalicílico é um resultado directo do desacoplar da fosforilação oxidativa, e a sudação que acontece posteriormente contribui ainda mais para a desidratação.
- Doses elevadas de salicilatos têm efeitos tóxicos adicionais no SNC, consistindo numa estimulação (incluindo convulsões) seguida de depressão, confusão, vertigem, tremor nas mãos (sinal precoce de encefalopatia hepática), delírio, psicose, adormecimento e coma.
- Doses muito elevadas de salicilatos têm um efeito depressor na medula e podem causar paralisia respiratória central, bem como colapso circulatório repentino subsequente à depressão vasomotora.
- A perda da capacidade tampão, e os efeitos do ácido acetilsalicílico no metabolismo dos hidratos de carbono, lípidos e proteínas conduzem ao desenvolvimento de uma acidose metabólica, ou mais geralmente, a um distúrbio do equilíbrio ácido-base. A inibição competitiva de desidrogenases dependentes de NAD+ no ciclo do ácido cítrico conduzirá à acumulação de intermediários ácidos.

O ácido acetilsalicílico aumenta a entrada e a oxidação de ácidos gordos nas células do fígado, conduzindo a um aumento da cetogénese, e inibirá também a incorporação dos a.a. em proteínas causando aminoacidémia.
Numa situação de acidose, a entrada do ião salicilato nas células é promovida, e os efeitos metabólicos são exacerbados.
- Hipo e hiperglicemia podem ambas ocorrer no envenenamento com ácido acetilsalicílico, a hipoglicemia é mais provavelmente devida à demanda aumentada de oxidação da glucose nos tecidos devido ao desacoplar da fosforilação oxidativa. Neuroglicopenia pode ocorrer na presença de açúcar sanguíneo em concentrações normais.

Se as reservas hepáticas de glicogénio forem adequadas, a produção de catecolaminas estimula a glicogenólise que conduz à hiperglicemia que pode persistir por diversos dias; concentrações aumentadas de corticosteroides plasmáticos aumentam provavelmente este efeito.
- A intoxicação é frequentemente acompanhada por hipoprotrombinemia devido a uma acção comparável à da varfarina no ciclo da vitamina K1-epóxido, embora isto raramente cause problemas clínicos.

#### Fármaco/Toxicocinética
- Absorção

O ácido acetilsalicílico é pouco solúvel no estômago (meio ácido) e os precipitados podem coalescer formando blocos, retardando desse modo a absorção por 8-24h. Apesar do pH mais elevado do intestino delgado, a maior área de superfície permite a absorção do salicilato, e esta ocorre rapidamente em doses terapêuticas.
Entretanto, a absorção após uma overdose ocorre geralmente mais lentamente, e as concentrações sanguíneas podem continuar elevadas até 24h após a ingestão. A absorção será ainda mais atrasada se for ingerida uma preparação entérica revestida.
- Distribuição

Aproximadamente 50-80% do salicilato no sangue encontra-se ligado a proteínas, enquanto o restante se mantém activo, no estado ionizado;
A ligação às proteínas é dose-dependente. A saturação de locais de ligação conduz a um aumento do salicilato livre e a uma toxicidade aumentada.
O volume de distribuição é 0,1-0,2 L/kg. A acidose aumenta o volume de distribuição pelo aumento da penetração nos tecidos.
- Tempo de semi-vida biológico

O ácido acetilsalicílico é hidrolisado no estômago e no sangue a ácido salicílico e a ácido acético; o tempo de semi-vida biológico é consequentemente apenas 20 minutos.
O tempo de semi-vida do salicilato plasmático em doses terapêuticas é 2-4,5 h, mas em situação de overdose aumenta para 18-36 h.
- Metabolismo

Em pequenas doses, aproximadamente 80% do ácido salicílico é metabolizado no fígado. A conjugação com glicina forma o ácido salicilúrico, e a conjugação com ácido glucurónico forma salicilacil-glucurónicos e salicilfenil-glucurónicos. Mas estas vias metabólicas têm uma capacidade limitada. Quantidades pequenas de ácido salicílico são também hidroxiladas a ácido gentísico. Com grandes doses de salicilatos, passamos de uma cinética de 1.ª ordem (onde a eliminação é proporcional à concentração plasmática) para uma cinética de ordem zero.
- Eliminação

Os salicilatos são excretados principalmente pelo rim na forma de ácido salicilúrico (75%), ácido salicílico livre (10%), salicilfenil-glucurónicos (10%), salicilacil-glucurónicos (5%), e ácido gentísico (< 1%).
Quando são ingeridas doses pequenas (<250 mg no adulto), todas as vias prosseguem pela cinética de primeira ordem, com um tempo de semi-vida de eliminação de aproximadamente 2-3h.
Quando são ingeridas doses mais elevadas de salicilatos (>4g), o tempo de semi-vida prolonga-se (15-30h) porque as vias de biotransformação relativas ao ácido salicilúrico e salicilacil-glucurónicos encontram-se saturadas.
A excreção renal do ácido salicílico torna-se mais importante à medida que as vias metabólicas ficam saturadas, porque esta é extremamente sensível às mudanças de pH urinário acima de 6. A alcalinização urinária explora este aspecto particular da eliminação do ácido salicílico.

## Usos clínicos
O ácido acetilsalicílico não deve ser usada em crianças (menores de 18) devido ao pequeno risco de síndrome de Reye, uma doença muitas vezes fatal com danos cerebrais. No adulto raramente provoca danos permanentes.
Enquanto protótipo dos AINE o ácido acetilsalicílico tem três aplicações básicas:
1. A principal indicação do ácido acetilsalicílico é o combate as dores, incluindo enxaquecas (dores de cabeça). O paracetamol é mais eficaz enquanto analgésico.
2. É um eficaz anti-inflamatório. No entanto os seus efeitos adversos a longo prazo levaram à sua substituição pelo ibuprofeno (outro AINE) para controle da inflamação crônica.
3. É um antipirético. (diminui a febre)

Em todas estas aplicações, se a doença é crônica e não aguda, é geralmente preferível utilizar outros anti-inflamatórios não esteroides com menos efeitos secundários a longo prazo. Devido a esse fato e como é de baixo custo e de venda livre, o ácido acetilsalicílico é principalmente usada para condições pouco graves que requerem os três efeitos simultaneamente, como as constipações/resfriados e outras infecções virais de pouca consequência.
- Prevenção de enfarte do miocárdio em indivíduos de risco, como idosos. Pequena dose todos os dias. O ácido acetilsalicílico é a primeira escolha enquanto antiplaquetário.
- Angina instável e outros estados de isquémia cardíaca. Previne o crescimento da aterosclerose e a trombose arterial.
- Após bypass coronário, previne trombose.
- Hoje em dia por vezes usada na febre reumática, artrite reumatoide e outras condições semelhantes, mas largamente substituída por outros AINEs como o ibuprofeno.
- É também utilizada no tratamento da dor devido ao câncer, conjugada com opioides.
- Na diabetes diminui a formação de placa aterosclerótica.
- Também utilizada no mal de Alzheimer e enxaquecas.

## Efeitos clinicamente úteis
- Diminui a febre mas não tem efeito na temperatura normal.
- Diminui a resposta inflamatória.
- Diminui a dor inflamatória de intensidade baixa a moderada, mas é pouco eficaz na dor forte.
- É um excelente inibidor da agregação das plaquetas, o primeiro passo na formação dos trombos arteriais. Combate a formação de trombos nas artérias e previne tromboses arteriais, frequentes causas de infarto do miocárdio e AVCs.
- Há estudos epidemiológicos que sugerem que a longo prazo diminui a prevalência de cancro do cólon.

## Aplicações em estudo
- Investigação na área do cancro

Estudos epidemiológicos sugerem que o ácido acetilsalicílico pode ter um efeito protector no desenvolvimento de certos tumores como: cancro da próstata, do cólon, colo-rectal, da mama.
A investigação tem sugerido que a inibição da síntese das prostaglandinas pode prevenir o aparecimento de cancro da mama.
A reacção final da síntese de estrogénios depende de uma enzima do citocromo P450 que é estimulada pela PGE2. Então, a inibição da produção de prostaglandinas vai diminuir consequentemente a produção de estrogénios. Dada a importância dos estrogénios no desenvolvimento do cancro da mama, os AINEs podem ter um papel protector no desenvolvimento do cancro da mama. Chegou-se à conclusão que o ácido acetilsalicílico estava associado a uma redução do cancro da mama em pacientes com tumores relacionados com um excesso de hormonas. Estes resultados são mais evidentes para mulheres que tomavam 7 ou mais comprimidos de ácido acetilsalicílico por semana.
Pesquisadores do Instituto Francis Crick, em Londres, afirmaram em 2015 que a aspirina pode ajudar no tratamento do câncer.

## Ácido acetilsalicílico e câncer gástrico
Devido à relação entre inflamação crônica da mucosa do estômago (gastrite) e câncer, postulou-se que o ácido acetilsalicílico, por causar dano crônico à mucosa no seu uso prolongado, poderia causar câncer. No entanto, o mecanismo da lesão (fisiopatogenia) da ácido acetilsalicílico é distinto da gastrite, não ocorrendo por inflamação. De fato, não só o ácido acetilsalicílico não aumenta o risco de câncer gástrico, como pela sua atividade anti-inflamatória tende a reduzir esse risco.
Pesquisas publicadas em 2009 pelo British Journal of Cancer, realizadas com mais de 300 mil pessoas que tomaram ao menos comprimido de ácido acetilsalicílico nos últimos doze meses à pesquisa, tem 36% menos chance de desenvolver câncer de estômago.